# WWEパフォーマンスセンター
WWEパフォーマンスセンター（WWE Performance Center）は、WWEが運営しているプロレスラー養成所。

## 概要
WWEパフォーマンスセンターとはフロリダ州オーランドに位置するWWE所有のトレーニング施設である。試合会場も併設しており、NXTなどの大会はこちらで開催する。
選手育成を担当するコーチ陣は、WWEだけでなく日本を含む各国の団体で経験を積んだ元レスラー達が務める。(2025年8月現在)、コーチ陣のトップを務めるのはマット・ブルームである。WWEでAトレインとして活動したあと、2005年から2012年ごろまではジャイアント・バーナードとして日本の団体に参戦。新日本プロレスを中心に活動し、プロレスリングノアなどでも戴冠歴がある。
アシスタント・ヘッドコーチはサラ・アマートが務める。アマートは米国のインディ団体で主に活動したがWWEへの参戦経験はない。 31歳でWWEの育成システム史上初の女性コーチとなり、シャーロット・フレアーやアレクサ・ブリスといった女子レスラーの指導を行った。
その他コーチ陣には、フィット・フィンレー、ノーマン・スマイリー、ロビー・ブルックサイド、スティーブ・コリノら経験を積んだベテランの他、オニー・ローカン、ウェスリー・ブレイクことコリー・ウェストンら若手コーチも指導を行なっている。

## 歴史
2013年、フロリダ州オーランドに開設。WWEのブランドであるNXTの練習拠点のみならず、リングアナウンサーの練習室もある。かつて、この施設はWWEの下部団体だったFCWのトレーニング施設であった。
2020年3月から新型コロナウイルス感染拡大の影響でテレビの収録をオーランドの施設で行っており、4月の「レッスルマニア36」もフロリダ州タンパからオーランドの施設に試合会場を変更して開催された。